# Jos Oehlen

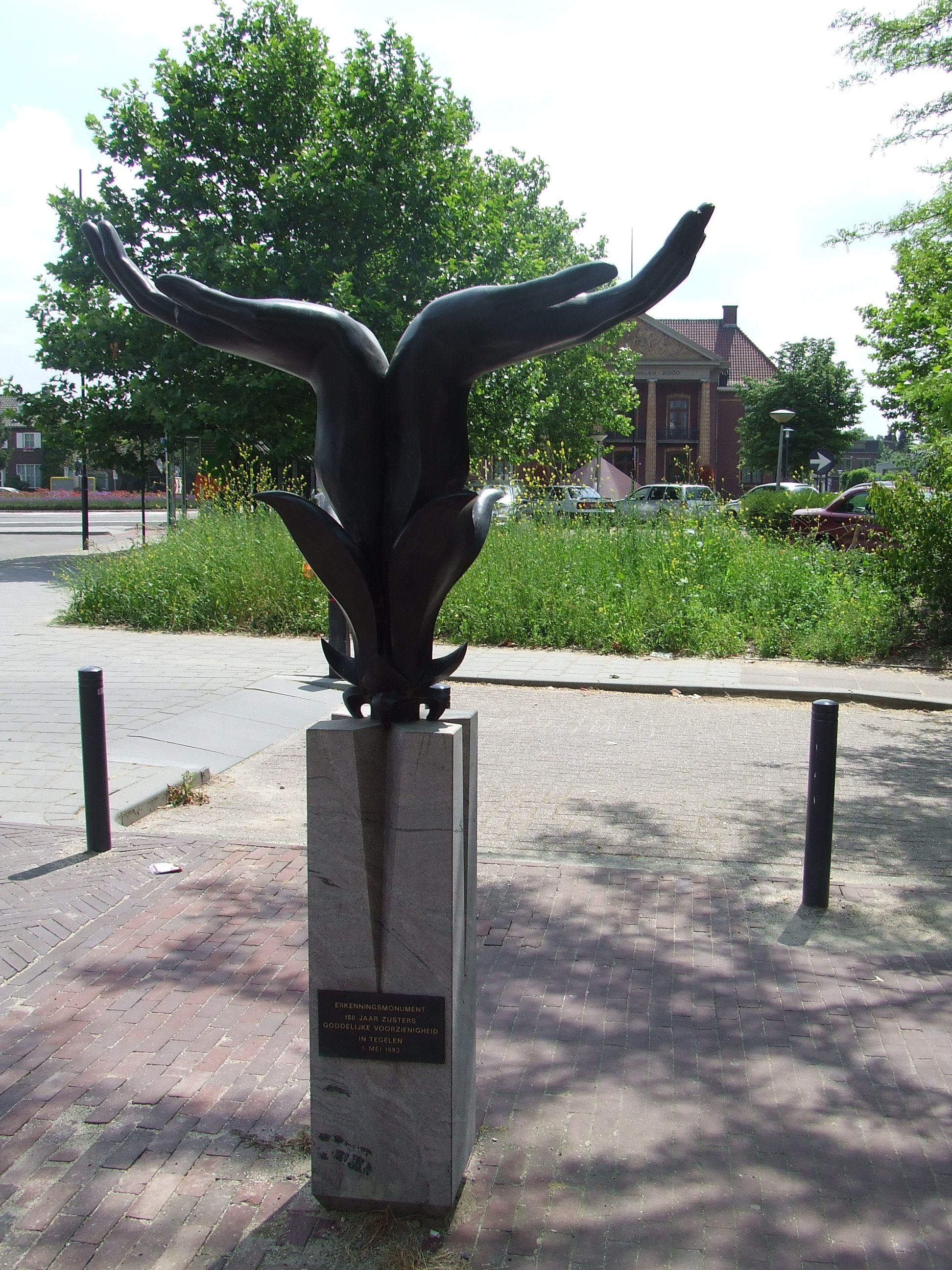
Ontvangende en gevende handen, Tegelen

Jos Oehlen (Tegelen, 12 maart 1953) is een Nederlandse beeldhouwer.

## Leven en werk
Oehlen studeerde beeldhouwkunst aan de kunstacademie van Tilburg en de Rijksakademie van beeldende kunsten in Amsterdam. Hij werkt voornamelijk met brons, maar heeft ook enkele werken in graniet en marmer gemaakt.
In 1993 maakte hij Ontvangende en gevende handen als gedenkteken voor de zusters van de Goddelijke Voorzienigheid in Steyl. Het beeld is geplaatst op de hoek van de Kerkstraat/Raadhuislaan in Tegelen, zijn geboorteplaats.
De kunstenaar leeft en werkt in Bilthoven.

## Enkele werken
- Mensenkind (1980), Buys Ballotweg in De Bilt
- Ontvangende en gevende handen (1993), Kerstraat/Raadhuislaan in Tegelen
- Sjabdiz, rijpaard van prinses Sjirin (1995), De Dael in Groenlo
- Danser
- Dubbelfiguur
- De Pelikaan in Úny, Hongarije